# Charing Cross
Charing Cross – nazwa skrzyżowania oraz otaczającego je obszaru w centralnym Londynie, na terenie City of Westminster. W pobliżu znajduje się dworzec kolejowy Charing Cross.
Nazwa Charing pochodzi od staroangielskiego słowa „zgięty” (rzeka Tamiza w tym miejscu zatacza łuk). Pierwotnie znajdowała się tu wioska pod tą nazwą.
Od końca XIII w. do połowy XVII w. w Charing znajdował się jeden z dwunastu krzyży Eleonory, upamiętniających miejsca postoju orszaku z ciałem królowej Anglii Eleonory kastylijskiej. Współcześnie w jego miejscu znajduje się pomnik konny króla Karola I. Nieopodal, przy wejściu do dworca Charing Cross znajduje się replika krzyża wzniesiona w 1863 roku.
Charing Cross zwyczajowo uznawane jest za geograficzny środek Londynu. Stąd tradycyjnie mierzone są odległości między Londynem a innymi miejscami w kraju. Dokładny punkt pomiaru wyznacza tablica wmurowana tuż za pomnikiem Karola I, na środku skrzyżowania Charing Cross.